# Middlesex Guildhall
Middlesex Guildhall er retsbygning ved det sydvestlige hjørne af Parliament Square i City of Westminster. Den nyoprettede britiske højesteret flyttede ind i bygningen i oktober 2009. Samme år opgav Statsrådets Retsudvalg sine lokaler Downing Street nr. 9 for også at flytte ind i Middlesex Guildhall.
Middlesex Guildhall har tidligere været rådhus for Grevskabet Middlesex.